# Urania Basket Milano
El Urania Basket Milano es un equipo de baloncesto italiano con sede en la ciudad de Milán, en Lombardía. Fue fundado en 1952 y actualmente compite en el Grupo Este de la Serie A2, la segunda división del baloncesto en Italia. Disputa sus encuentros en el Palalido de Milán, con capacidad para 5.347 espectadores.

## Historia
En 1952 el fundador de Urania Basket Milano, Giovanni Verdesca, se encontraba en la ciudad estadounidense de Lexington, sede de la Universidad de Kentucky. Allí se quedó muy impresionado por el equipo de baloncesto de esta universidad, Kentucky Wildcats, entrenado por Adolph Rupp, así que, a su regreso a Italia, decidió adoptar el símbolo del gato montés (wildcat, en inglés) para su equipo.
En la temporada 2018-19 de la Serie B (tercera división) finalizó en el segundo lugar del grupo B y, tras la Final Four, logró el ascenso a la Serie A2.

## Posiciones en Liga
- 2012-2013: 10º DNB,[4] Grupo B.
- 2013-2014: 10º DNB, Grupo B.

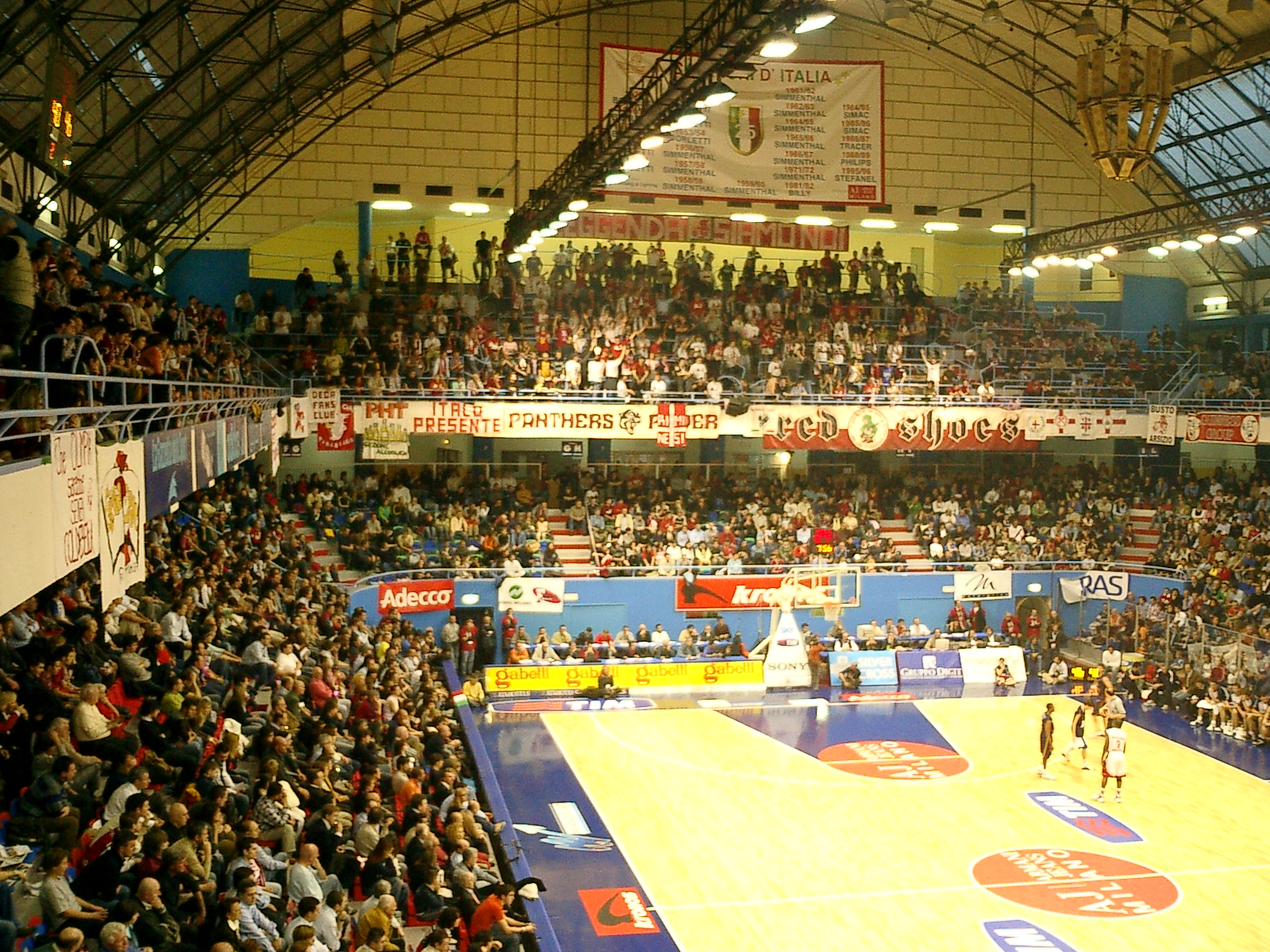
El Palalido, donde el Urania juega de local.

- 2014-2015: 6º Serie B, Grupo B; cuartos de final de los playoffs.
- 2015-2016: 4º Serie B, Grupo B; segunda ronda de los playoffs.
- 2016-2017: 11º Serie B, Grupo B.
- 2017-2018: 3º Serie B, Grupo A; segunda ronda de los playoffs.
- 2018-2019: 2º Serie B, Grupo B; Final four.

## Organigrama
- Presidente: Ettore Cremascoli
- General Mánager: Luca Biganzoli
- Secretario general: Cinzia Lauro
- Team Mánager: Roberto Gentile[5]